# Hôtel de ville de Marseille
L'hôtel de ville de Marseille, situé quai du port dans le 2e arrondissement de Marseille, est un immeuble du XVIIe siècle qui abrite le bureau du maire de Marseille.

## Description

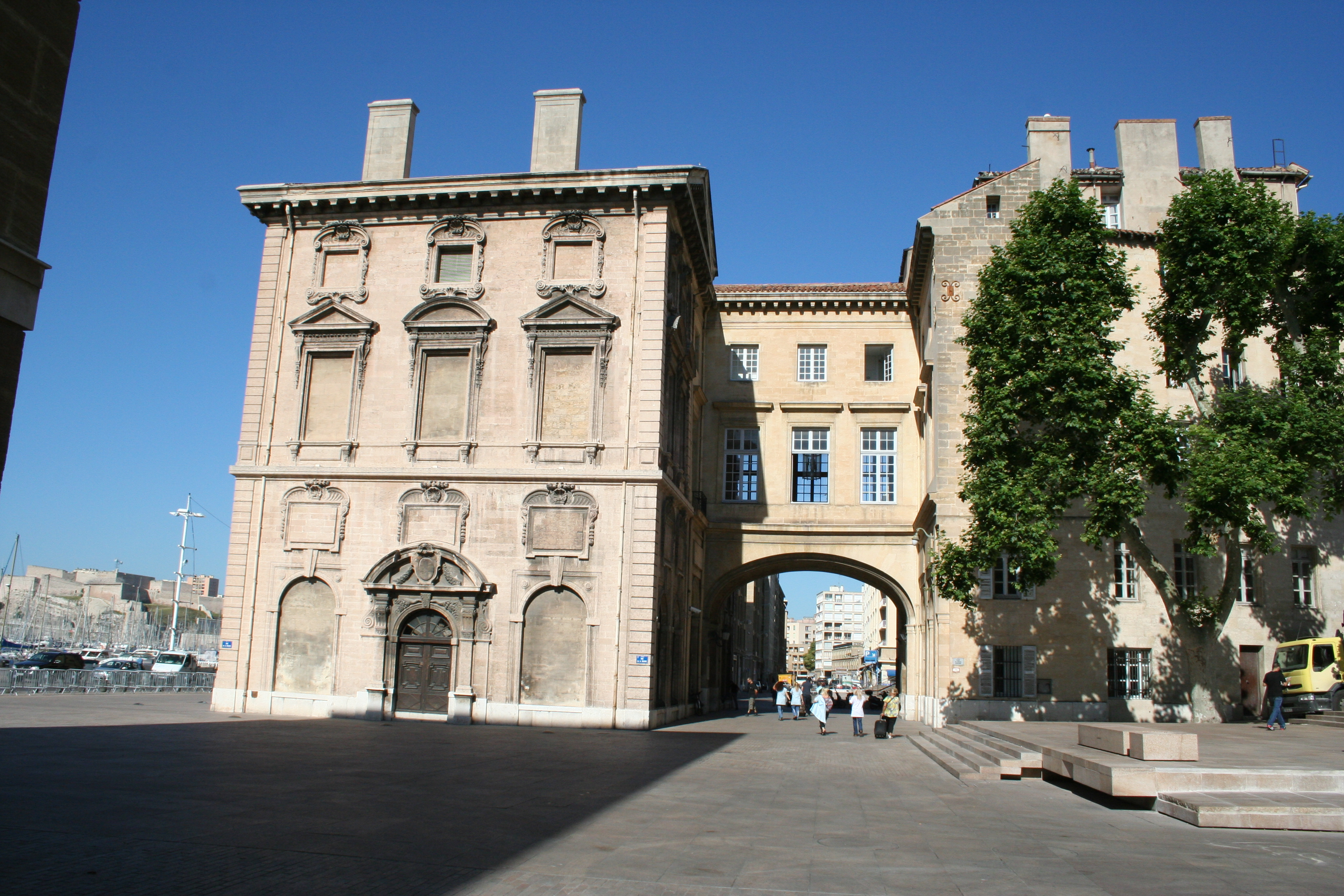
Hôtel de ville, galerie d'accès au 1er étage.

Cet hôtel de ville présente une singularité toute particulière : il ne possède pas d’escalier d’accès du rez-de-chaussée au 1er étage. En effet, pour accéder au 1er étage, il faut passer par l’immeuble situé derrière l’hôtel de ville, les deux bâtiments étant à l'origine reliés par un pont suspendu couvert, en bois. Cette particularité s’explique par la réservation exclusive du rez-de-chaussée à la « loge » des marchands, corroborée par le nom que porte la rue séparant les deux bâtiments rue de la loge. […] On a voulu rendre (Pierre) Puget responsable de ce plan extravagant, et on a accrédité l’idée que le grand architecte l’avait dessiné de sa main. Il paraît qu’il n’a même touché à la décoration que pour y sculpter un écusson aux armes de France. Un architecte italien, dont le nom inconnu du vulgaire ne se trouve même pas dans les livres les plus étendus consacrés à la description de Marseille, doit, à ce qu’il paraît, porter seul l’éloge ou le blâme de ce monument. Il l’a élevé à l’image d’un assez grand nombre de palais génois construits sous le règne de Louis XIII, dans le goût pesant et recherché à la fois du Borromini. Cet accès originel en bois fut remplacé par une galerie en pierre, conçue par l’architecte Esprit-Joseph Brun qui réalisa ce chef-d’œuvre de 1782 à 1786.

Cet édifice occupe une place particulière dans l’art provençal baroque et l'architecture maniériste à cause de son inspiration génoise comme l’a démontré Jean-Jacques Gloton : 

« Dans son parti général, c'est en somme une villa de la Riviera ligure, semblable aux grandes maisons de campagne construites au XVIe siècle par les Cambiaso, les Pallavicini et les Impériale : même répartition des masses, avec arcades centrales et avant-corps latéraux, même élévation binaire redoublant le groupement des grandes fenêtres et des mezzanines. Quant au décor, aux encadrements des ouvertures, aux frontons, sculptés par Mathieu Portai et son frère François […] Le baroque ici est dans l’articulation forte des masses dans l’avant-corps central, très saillant au premier niveau, dans le balcon […], dans la complexité des volutes, des guirlandes et des mascarons. »

Cette description s'accorde avec la remarque d'Arnaud Ramière de Fortanier : « L'hôtel de ville de Marseille est assurément l'édifice le plus typiquement génois qui ait jamais été construit dans le Midi de la France ».
La façade principale comporte deux ailes symétriques surmontées de frontons triangulaires, au premier étage un vaste balcon soutenu par des colonnes et des pilastres couronnés d’acanthes. Les fenêtres du premier étage sont surmontées de frontons curvilignes et triangulaires. Au rez-de-chaussée se trouve la porte principale encadrée de fenêtres surmontées de cartouches au cadre compliqué. Ce bâtiment forme un ensemble harmonieux qui ne mérite pas la sévère appréciation formulée par le préfet Christophe de Villeneuve-Bargemon (1771-1829) dans la Statistique des Bouches-du-Rhône : « Cet édifice est lourd, on n’en peut louer ni le style, ni la sculpture. ».

## Historique
L’édifice actuel, de dimensions modestes, date de 1653.

### Contexte
La constitution de la commune de Marseille, fruit d’un compromis, entre le Comte de Toulouse, suzerain de la ville, et les notables marseillais, en vue d'obtenir le privilège de s'administrer eux-mêmes, remonte à 1136 et 1138,. Les Archives de la ville évoquent dans un acte du 14 des calendes de novembre 1221, que le conseil communal s'assemblait dans une maison particulière qui était celle des enfants de Guillaume Bonnafous. Elles mentionnent à partir de 1223-1225 la construction d'une « maison de ville » située entre le quai et la rue de la Loge, "à mi-coteau de la crête sur laquelle la ville épiscopale était fortifiée". Cette rue de la Loge était, au Moyen Âge, la plus commerçante et la plus riche de la ville. Elle porta les noms significatifs de Rue du Change, de la Draperie et de l'Epicerie. En 1255, les Archives de la ville de Marseille prouvent l'existence d'un hôtel-de-ville à Marseille:
Le  rez-de-chaussée était constitué de salles voûtées, servant à entreposer le blé destiné à l’approvisionnement de la population, d'un four et deux boutiques, les "loges", alors qu'au premier étage se trouvaient les archives et la salle des séances municipales, dite la Salle-Verte. Selon la rubrique d'un acte du 25 janvier 1396, cette salle mesurait vingt mètres de long et dix mètres de large.
Les archives mentionnent, que cet édifice, nommé « Palais Communal » depuis le XVe siècle, était régulièrement menacé de "ruine imminente", probablement dû à un assèchement insuffisant du sol du Lacydon. Il se trouvait en 1648 dans un état de vétusté dangereux.

### Construction
"Au dix-septième siècle, à l'époque où l'on remania le plan de la ville, (...), il devint nécessaire d'établir le siège de l'administration municipale à la portée des habitants de tous les quartiers et sur le théâtre même de leurs grandes affaires. On construisit auprès du port, à peu près vers le même temps, un édifice qui sert aujourd'hui d'hôtel aux successeurs des consuls de Marseille" Effectivement, sur proposition du premier consul, Gaspard de Villages, Seigneur de la Salle, premier consul de Marseille de 1641 à 1652, décide, le 6 septembre 1653, de construire un nouvel hôtel de ville. La commission chargée des travaux fut d’avis de construire le nouveau bâtiment sur l’emplacement de l’ancien. L’évêque, Étienne de Puget bénit la première pierre le 25 octobre 1653. Jean-Baptiste Méolans, aidé de l’ingénieur Enéas Bilondelle, est chargé de la réalisation des plans. Mais l’œuvre ne dépassa pas le stade des fondations, à défaut de financement, en raison des répercussions locales de guerre de Trente Ans et de la punition de la ville dissidente pendant les troubles de la Fronde, couronnée par l’occupation de la ville par les troupes de Louis XIV en 1660,.
En 1666, Gaspard Puget, frère de Pierre Puget, reprend le projet. Les sculpteurs François et Mathieu Pourtal (ou Portal), Martinet, Levaquery et Martin Grosfils travaillent aux ornements de la façade. Pierre Puget ne réalise en 1673 que l’écusson placé au-dessus de la porte principale. L’écusson original se trouve actuellement au musée des Beaux-Arts tandis qu’une copie réalisée par Stanislas Clastrier a été placée sur la façade. L’hôtel de ville fut effectivement occupé fin septembre 1673, soit près de 20 ans après la pose de la première pierre. "c'est une construction d'une assez médiocre étendue : elle a été primitivement destinée à servir de bourse eux Marseillais, qui y traitaient leurs affaires dans une vaste salle occupant presque tout l'espace du rez-de-chaussée. Trois salles partageaient tout le premier étage."
Construite sur des pilotis afin de stabiliser le sol instable du port, la construction dut néanmoins être consolidée peu après par des traverses en fer.

### Évolutions et projets ultérieurs
Un projet de reconstruction de l'hôtel de ville avec place royale en l'honneur de Louis XV fut élaboré entre 1748 et 1752 par l'architecte Jacques Hardouin-Mansart de Sagonne, dit aussi Mansart de Lévy, dernier des Mansart (1711-1778). Il fut abandonné au profit de son projet de reconstruction de l'Hôtel-Dieu de Marseille situé derrière. L'architecte avait été missionné sur place par le roi en 1752. Non consigné dans le fameux recueil de Pierre Patte, "Monuments érigés en France à la gloire de Louis XV" en 1769, ce projet d'hôtel de ville et de place royale, méconnu des historiens de l'art, a été identifié en 1994 et publié en 1996.
En 1792 les fleurs de lis du médaillon des armoiries de la ville, sculpté par Pierre Puget, furent détruites par les révolutionnaires et remplacées par un bonnet phrygien. Restauré une première fois sous Louis XVIII, le médaillon tomba pourtant de la façade en 1882. Il fut remplacé par un moulage en 1913, la médaillon, quant à lui est conservé au Musée des Beaux-Arts de la Ville.
Pendant la Révolution, lorsque Marseille fut rebaptisée Sans Nom de janvier à février 1794 pour avoir participé à l'insurrection contre la Convention (de septembre 1792 à octobre 1795), l’hôtel de ville, soupçonné d’avoir "servi de repaire aux sections fédéralistes", échappa de justesse à la démolition totale décrétée par Fréron (qui aurait également projeté de combler le Vieux-Port). En effet, les premiers coups de marteau suscitèrent un débat sur le bien-fondé de la mesure. Sur l'intervention de Robespierre puis de François Omer Granet, et à la demande du représentant en mission dans les Bouches du Rhône, Étienne Christophe Maignet, le Comité de Salut public trancha en faveur de la conservation du monument le 21 pluviôse, an II (9 février 1794).
À partir de 1839, des lézardes sont constatées dans les murs sud-ouest de l'Hôtel-de-Ville. Les architectes de la commune, les ingénieurs de Montluisant, Gallice et Diday  confirmèrent que le bâtiment "péchait par la base", les fondations établies sur pilotis étant en mauvais état et conseillèrent de procéder d'urgence à sa démolition et reconstruction. Le Conseil municipal, dans sa séance du 17 février 1842, adopta les devis des travaux nécessaires pour la démolition du pavillon sud-ouest de l'Hôtel-de-Ville, sa reconstruction et la restauration des autres parties de l'édifice, évalués à la somme de 178.516 francs, dont 13.794 francs pour la démolition. L'exécution des travaux de démolition en 1842 prouva cependant que les fondements étaient d'une solidité parfaite. Bien entendu, les travaux de reconstruction durent être révisés.
Jean-Baptiste Rivaud, architecte des Bâtiments Civils de la Ville, fut chargé de présenter un projet de nouvelle distribution intérieure qui devait comprendre à la fois le rétablissement du pavillon démoli et l'appropriation aux services municipaux des deux maisons nouvellement acquises et du local de l'ancienne Bourse, que les négociants venaient de libérer. Ce projet, soumis au Conseil, fut approuvé le 26 février 1844. Le devis portait le chiffre de la dépense à 559.729 francs. Le Conseil municipal, dans sa séance du 21 novembre 1844, délibéra la reconstruction de cette aile, et les travaux, bientôt commencés, furent continués sans interruption. Cette reconstruction fut terminée au milieu de l'année 1847.
À la même époque, un projet de nouvel Hôtel-de-Ville en façade sur la place Neuve est en étude. Il était en cours d'instruction administrative, lorsque la révolution de février 1848 éclata.
En 1914, l’architecte Stanislas Clastrier changea les toitures d’ardoise à la Mansart, ce qui modifia l’aspect général. Ces anciennes toitures sont bien visibles sur les gravures ou tableaux du XVIIIe siècle.

### La reconfiguration du quartier après la seconde guerre mondiale

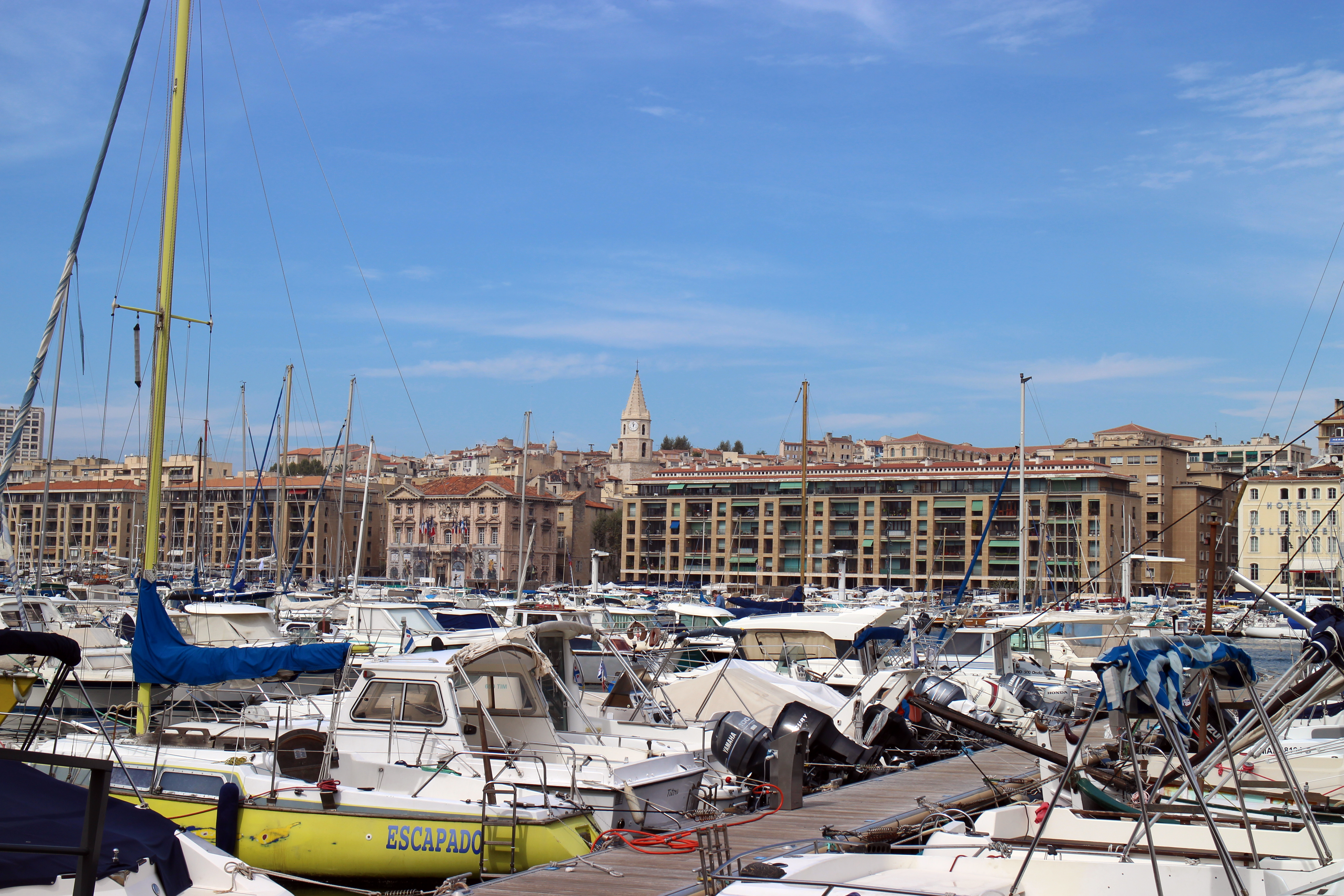
Les façades de Fernand Pouillon encadrant celle de l'hôtel de ville.

Une logique sécuritaire après une vague d'attentats, mais aussi des considérations idéologiques sur une vieille ville de Marseille perçue comme un « quartier de criminels » et une « porcherie », conduisent les Allemands à décider, en janvier 1943, la destruction du quartier du Vieux-Port. Les opérations, négociées avec les autorités françaises, se déroulent en janvier et février 1943 et incluent les rafles des 22 et 23 janvier dans toute la vieille ville, l'évacuation de 20 000 habitants de la rive nord du Vieux-Port le 24 janvier, puis le dynamitage du quartier par les artificiers allemands du 1er au 18 février. Environ 1 500 immeubles sont détruits, sur une surface d'environ 14 hectares. Entre-temps, l'architecte Eugène Beaudouin, qui vient de réaliser en 1941 un nouveau Plan d'Aménagement, d'Embellissement et d'Extension (PAEE) pour la ville de Marseille, a fait dresser en urgence un plan indiquant clairement les immeubles d'« intérêt historique, archéologique ou esthétique » à préserver. Dans l'environnement proche de l'hôtel de ville, les seuls monuments à avoir survécu aux destructions sont l'hôtel de ville lui-même, le pavillon Daviel, la Maison Diamantée et l'hôtel de Cabre,.
À la libération, la reconstruction du quartier devient une priorité. Le projet est conduit principalement entre 1946 et 1957. Il change considérablement l'environnement immédiat de l'hôtel de ville. En particulier, les immeubles Pouillon constituent les nouvelles façades encadrant l'édifice. C'est également lors de ce projet qu'est décidé le vaste espace laissé libre derrière l'hôtel de ville, l'actuelle place Villeneuve-Bargemon, permettant les larges vues sur l'Hotel-Dieu.
L'hôtel de ville de Marseille est classé au titre des Monuments historiques par arrêté du 30 avril 1948.

### L'extension de 2006

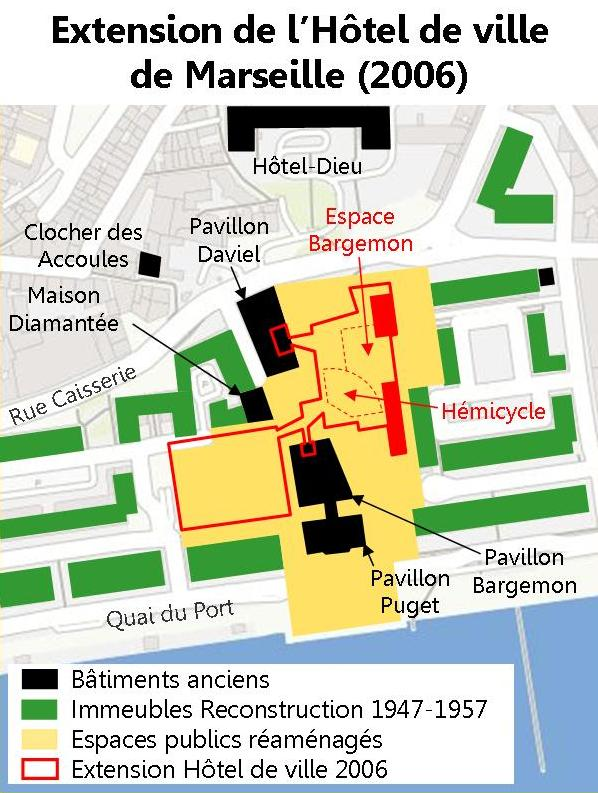
Schéma de l'extension de l'Hôtel de ville (Franck Hammoutène, 2006).

Le projet de reconstruction du Vieux-Port a laissé deux vastes espaces non construits autour de l'hôtel de ville, la place Jules-Verne à l'ouest et l'esplanade volontairement dégagée entre l'hôtel de ville et l'Hôtel-Dieu au nord. Ces deux espaces sont longtemps restés inexploités, laissés au stationnement des voitures. Robert Vigouroux, maire de 1986 à 1995, lance deux projets au début des années 1990 : un parking souterrain et une extension de l'Hôtel de Ville sur la place Jules-Verne ; un musée dédié au sculpteur César derrière l'hôtel de ville. Les deux chantiers sont lancés mais finalement interrompus à la suite de l'élection de son successeur Jean-Claude Gaudin, laissant ces espaces condamnés pendant une dizaine d'années. L'idée de musée César est abandonnée et un nouveau concours pour une extension de l'Hôtel de ville est lancé en 1998.
Le projet de Franck Hammoutène est retenu en 1999 et livré en 2006. Les 8 300 m2 d'espaces intérieurs sont pour l'essentiel enterrés ce qui constitue la grande originalité du projet. Ils comprennent notamment une nouvelle salle de délibération en hémicycle, des salles de commissions et un espace muséal. Le toit redéfinit 20 000 m2 d'espaces urbains en surface pour la place Jules-Verne et la nouvelle place Villeneuve-Bargemon,.